# Берн (округ)
Берн (нем. Bern (Bezirk)) — бывший округ в Швейцарии, с 2010 года вошёл в состав округа Берн-Миттельланд. Центр округа — город Берн.
Округ входил в кантон Берн.

## Коммуны округа
| Герб            | Коммуна         | Население (2007) | Площадь км² | Официальный код |
| --------------- | --------------- | ---------------- | ----------- | --------------- |
| Берн            | Берн            | 122 178          | 51,6        |                 |
| Боллиген        | Боллиген        | 6108             | 16,6        |                 |
| Бремгартен-Берн | Бремгартен-Берн | 3742             | 1,9         |                 |
| Иттиген         | Иттиген         | 10 839           | 4,2         |                 |
| Кирхлиндах      | Кирхлиндах      | 2599             | 11,9        |                 |
| Кёниц           | Кёниц           | 37 250           | 51,1        |                 |
| Мури-Берн       | Мури-Берн       | 12 458           | 7,7         |                 |
| Обербальм       | Обербальм       | 868              | 12,4        |                 |
| Остермундиген   | Остермундиген   | 14 886           | 6,0         |                 |
| Штетлен         | Штетлен         | 2966             | 3,6         |                 |
| Фехиген         | Фехиген         | 4708             | 24,8        |                 |
| Волен-Берн      | Волен-Берн      | 9099             | 36,3        |                 |
| Цолликофен      | Цолликофен      | 9540             | 5,4         |                 |
|                 | Итого (13)      | 237 241          | 233,5       |                 |